# Gwidon Marceli Siedliski
Gwidon Marceli Siedliski herbu Ostoja – sędzia ziemski przemyski  w latach 1765–1772, podsędek przemyski w latach 1748–1765, sędzia i konsyliarz ziemi przemyskiej w konfederacji barskiej w 1769 roku, szambelan Stanisława Augusta Poniatowskiego w 1764 roku, sędzia kapturowy ziemi przemyskiej w 1764 roku.